# 利福昔明
利福昔明（Rifaximin），商品名Xifaxan，是一种用于治疗旅行者腹泻，肠躁症和肝性脑病的抗生素。  由於利福昔明的口服吸收率相當低，只有0.4%會吸收到血流中，因此可以在腸道達到相當高的藥物濃度。

## 医疗用途

### 肠躁症
利福昔明在美国核准用于治疗肠躁症 。  它具有抗發炎和抗菌效果，且難被腸道吸收入身體循環，因而能在肠道發揮局部作用，有效缓解非便秘型肠躁症 （IBS）的慢性功能症状。即使反复使用似乎仍能保持效果。   利福昔明特别适用于怀疑腸躁症與小肠细菌过度生长有關的病人。 

### 困難梭菌感染
利福昔明可能可以與萬古黴素併用以治療复发性困难梭菌感染。   不過這些研究的證據等級不高。

### 肝性脑病
雖然缺乏良好证据，但利福昔明似乎与其他現有的肝性脑病治疗方法（如乳果糖 ）一样有效，耐受性更好，并且可能更快發生效果。  它可減少肠道中产生氨的细菌，而能減轻肝性脑病的症状，降低了死亡率 。  利福昔明的缺点是比較昂貴，且目前對於肝性腦病患者，缺乏未併用乳果糖治疗的临床试验。 

## 特别注意
对于Child-Pugh评分为C级严重程度的肝硬化患者 ，必须谨慎使用。 

## 副作用
由於本藥由腸胃道吸收程度不高，全身性副作用不多，副作用一般而言輕微並不常見   除非存在诸如免疫抑制和住院等危险因素，否则艰难梭菌感染通常不是由利福昔明疗法引起的。 利福昔明对艰难梭菌具有活性。  